# 帕特里夏·登奇
帕特里夏·登奇（英語：Patricia Dench，1932年3月8日—），澳大利亚前女子射击运动员。她曾代表澳大利亚参加1984年夏季奥林匹克运动会射击比赛，获得女子25米手枪铜牌。